# São Bernardo Futebol Clube
Maillots
Le São Bernardo Futebol Clube, appelé plus couramment São Bernardo, est un club brésilien de football fondé le 20 décembre 2004 et basé à São Bernardo do Campo dans l'État de São Paulo.

## Palmarès
- Campeonato Paulista Série A2 :
  - Vainqueur : 2012

- Copa Paulista :
  - Vainqueur : 2013